# Single Collection + Mitsubachi
Single Collection + Mitsubachi  é a quinta coletânea de Maaya Sakamoto. Foi lançada em 14 de novembro de 2012 pela FlyingDog, um selo da gravadora Victor Entertainment e possui 17 faixas.

## Produção
Esta é terceira coletânea "single collection" lançada por Maaya Sakamoto, onde as músicas escolhidas são de trabalhos feitos para animes, ou músicas compostas para singles de canções feitas para animações japonesas, chamadas de lados B. Inclui gravações que ocorreram entre 2005 e 2012.
Apesar de ser uma coletânea, inclui a faixa "Nekoze", que era inédita até então. Já a música "Kazemachi Jet" ganhou um arranjo exclusivo para o álbum.
Uma edição limitada contendo um blu-ray também foi lançada, ele tem os videoclipes das músicas "Saigo no Kajitsu", "Triangler", "Ame ga Furu", "Magic Number", "everywhere", "DOWN TOWN", "Himitsu", "Buddy", "Okaerinasai", "More than Words" e os curta-metragens Driving in the Silence e Universe.

## Recepção
O álbum ficou oito semanas no Oricon Albums Chart, chegando à 9ª posição. Também chegou à 7ª posição na Billboard Japan.
Ao analisar o álbum, o CD Journal elogiou a escolha das músicas, chamando atenção para "April Fools" e "Nekoze".

## Legado
A faixa "April Fool", composta por Keiichi Tomita, foi inclusa em seu álbum Keiichi Tomita WORKS BEST.

## Faixas
| N.º            | Título                                                                 | Letras          | Música                              | Arranjo          | Duração |  |
| 1.             | "Loop" (de Tsubasa Reservoir Chronicle)                                | Haruichi Shindo | h-wonder                            | Toshiyuki Mori   | 5:23    |  |
| 2.             | "Magic Number" (de Kobato)                                             | M. Sakamoto     | Katsutoshi Kitagawa                 | Shin Kono        | 4:59    |  |
| 3.             | "DOWN TOWN" (cover de Sugar Babe, de Soredemo Machi wa Mawatteiru)     | Ginji Ito       | Tatsuro Yamashita                   | Takayuki Hattori | 3:57    |  |
| 4.             | "Triangler" (de Macross Frontier)                                      | Gabriela Robin  | Yoko Kanno                          | Y. Kanno         | 4:38    |  |
| 5.             | "Saigo no Kajitsu" (de Tsubasa TOKYO REVELATIONS)                      | M. Sakamoto     | Syoko Suzuki                        | Neko Saito       | 4:50    |  |
| 6.             | "Spica" (de Tsubasa Reservoir Chronicle)                               | M. Sakamoto     | h-wonder                            | h-wonder         | 4:12    |  |
| 7.             | "action!" (de CLAMP IN WONDERLAND 2)                                   | M. Sakamoto     | h-wonder                            | h-wonder         | 4:18    |  |
| 8.             | "Yasashisa ni Tsutsumareta Nara" (de Tamayura)                         | Yumi Arai       | Y. Arai                             | DEPAPEPE         | 3:53    |  |
| 9.             | "Ame ga Furu" (de Kurogane no Linebarrels)                             | M. Sakamoto     | Caoli Cano                          | N. Saito         | 5:17    |  |
| 10.            | "Buddy" (de LAST EXILE -Ginyoku no Fam-)                               | M. Sakamoto     | School Food Punishment e Ryo Eguchi | R. Eguchi        | 4:01    |  |
| 11.            | "Private Sky"                                                          | M. Sakamoto     | Koichi Tabo                         | Taichi Nakamura  | 4:11    |  |
| 12.            | "Kazemachi Jet ~ mitsubachi edition" (de Tsubasa Reservoir Chronicles) | M. Sakamoto     | S. Suzuki                           | S. Suzuki        | 3:51    |  |
| 13.            | "More than Words" (de Code Geass: Akito the Exiled)                    | Yuho Iwasato    | Y. Kanno                            | Y. Kanno         | 5:06    |  |
| 14.            | "Okaerinasai" (de Tamayura ~hitotose~)                                 | M. Sakamoto     | Yumi Matsutoya                      | T. Mori          | 5:07    |  |
| 15.            | "Praline"                                                              | M. Sakamoto     | Taiyo Yamazawa                      | Seiji Muto       | 5:11    |  |
| 16.            | "April Fool" (feat. Tomita Keichi)                                     | Illreme         | Keiichi Tomita                      | K. Tomita        | 5:02    |  |
| 17.            | "Nekoze"                                                               | Y. Iwasato      | Y. Kanno                            | Y. Kanno         | 3:50    |  |
| Duração total: | Duração total:                                                         | Duração total:  | Duração total:                      | Duração total:   | 77:46   |  |